# Rooms-Katholieke Kerk in Hongarije

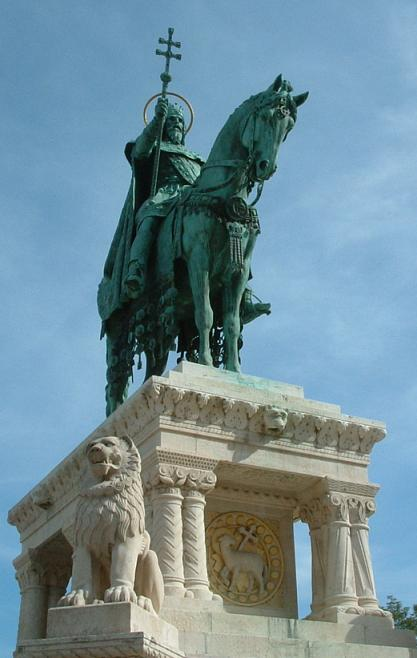
Stefanus I van Hongarije

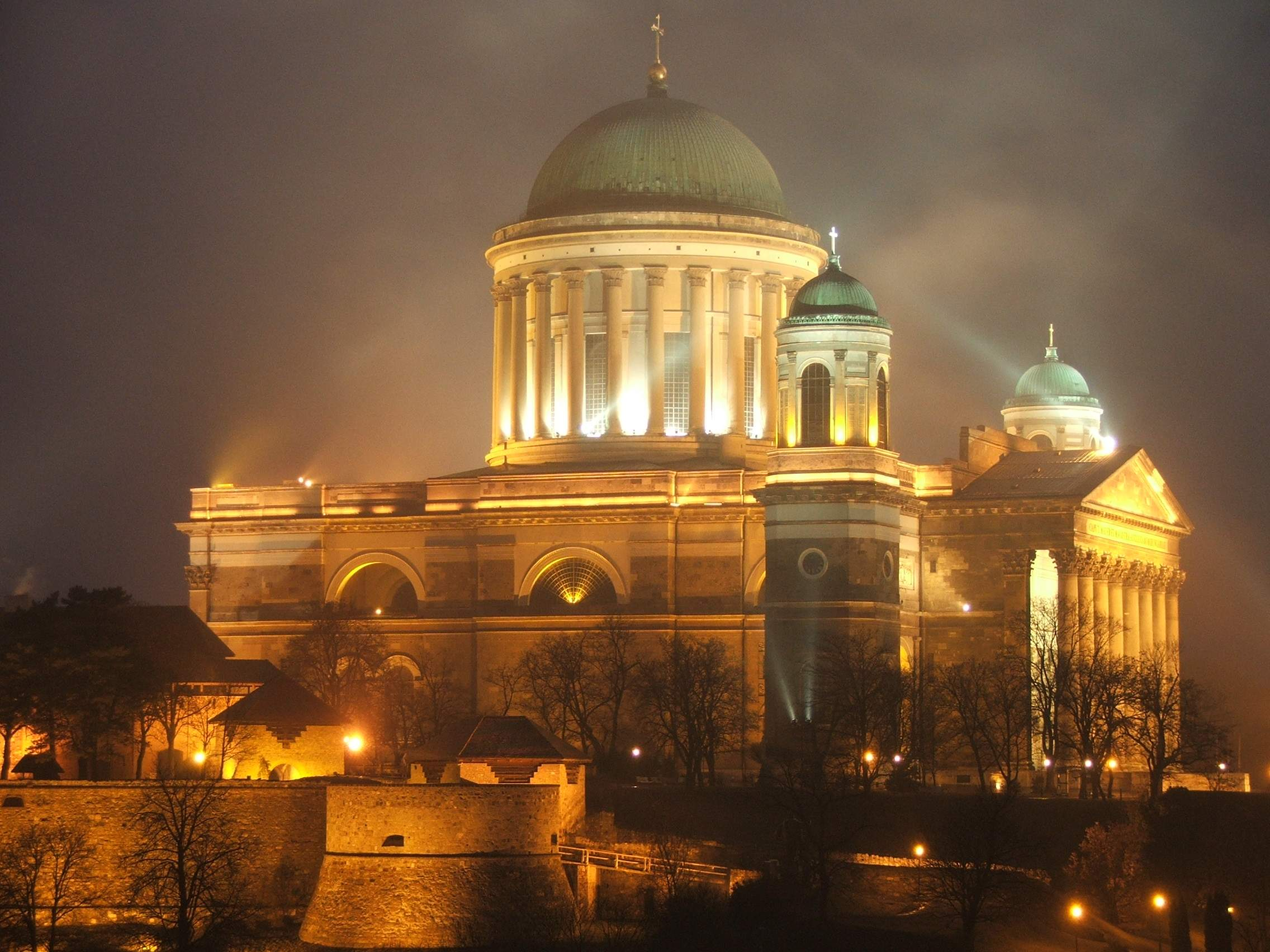
Kathedraal van Esztergom, zetel van de primaat van Hongarije

De Rooms-Katholieke Kerk in Hongarije is een onderdeel van de wereldwijde Rooms-Katholieke Kerk onder het leiderschap van de paus en de curie. De meerderheid van de Hongaarse bevolking is katholiek.

## Bisdommen

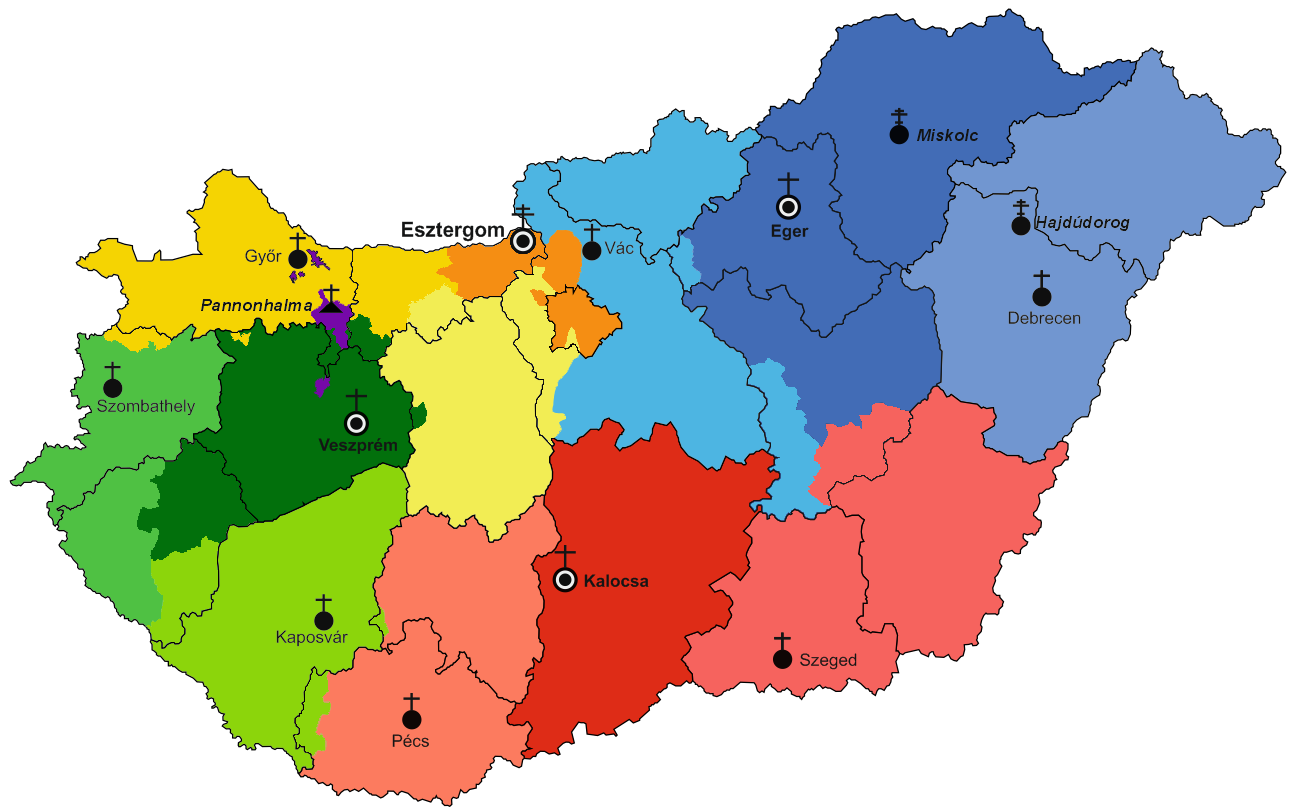
Bisdommen en kerkprovincies in Hongarije

De Katholieke Kerk in Hongarije telt vier aartsbisdommen en twaalf bisdommen. De aartsbisschop van Esztergom-Boedapest is tevens primaat van Hongarije en krijgt ambtshalve een kardinaalshoed.
1. Kerkprovincie Eger:
  1. Aartsbisdom Eger
  2. Bisdom Debrecen-Nyíregyháza
  3. Bisdom Vác
2. Kerkprovincie Esztergom-Boedapest:
  1. Aartsbisdom Esztergom-Boedapest
  2. Bisdom Győr
  3. Bisdom Székesfehérvár
3. Kerkprovincie Kalocsa-Kecskemét:
  1. Aartsbisdom Kalocsa-Kecskemét
  2. Bisdom Pécs
  3. Bisdom Szeged-Csanád
4. Kerkprovincie Veszprém (opgericht in 1983):
  1. Aartsbisdom Veszprém
  2. Bisdom Kaposvár
  3. Bisdom Szombathely

Naast genoemde bisdommen zijn er nog drie bijzonderheden:
1. Militair ordinariaat (Immediatum)
2. Territoriale abdij Pannonhalma (benedictijnen)
3. Missio sui iuris voor de gelovigen van de Hongaarse Grieks-Katholieke Kerk

Apostolisch nuntius voor Hongarije is sinds 3 mei 2022 aartsbisschop Michael Wallace Banach.

## Geschiedenis

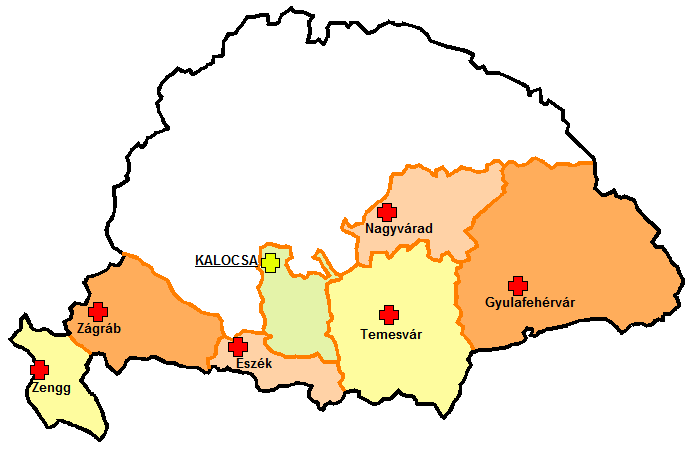
Kerkprovincie Kalocsa ca. 1700 AD

In de 10e eeuw bekeerde vorst Géza zich tot het christendom. Hij liet zich dopen door Adalbert van Praag en sloot vrede met de Duitse keizer. De kerstening van de Hongaren werd, in tegenstelling tot die van de volken ten zuiden en ten oosten van het Karpatenbekken, door de Roomse Kerk volbracht. Het werk van Géza werd door zijn zoon Stefanus I de Heilige (997-1038) voltooid. Hij stichtte bisdommen en talrijke kloosters. Hongarije werd een zelfstandige kerkprovincie, die rechtstreeks aan Rome ondergeschikt werd.
De Rooms-Katholieke Kerk werd na 1945 zwaar verdrukt door het communistische regime. In 1948 werd kardinaal Mindszenty gearresteerd en in 1949 veroordeeld tot levenslange gevangenisstraf. De grondwet van 1949 vermeldde formele vrijheid van religie en een volledige scheiding van Kerk en staat. In 1951 volgden schijnproces en veroordeling van de aartsbisschop van Kalocsa, József Grősz. Pas in de jaren 1960 kwam er enige ontspanning in de relatie tussen de Kerk en het regime. In september 1964 kwam een beperkte overeenkomst met het Vaticaan tot stand, de eerste van deze aard tussen de Heilige Stoel en een communistisch land. In 1971 volgde een herziening van het sinds 1950 bestaande verdrag tussen de Hongaarse staat en de Kerk, waarbij de katholieke geestelijken meer ruimte kregen op het terrein van de zielzorg en binnen hun eigen organisatie. Ook in financieel opzicht werd de positie van de Katholieke Kerk verbeterd. Na de Val van de Muur werden in 1990 de diplomatieke betrekkingen met de H. Stoel volledig hersteld.
Bij de opstand van 1956 werd kardinaal Mindszenty bevrijd, maar toen de Sovjettroepen op 4 november naar Budapest terugkeerden, zocht hij zijn toevlucht in de Amerikaanse ambassade waar hij tot 1971 noodgedwongen verbleef.

## Demografie
Volgens de volkstelling van 2011 wonen er 3.871.922 miljoen katholieken in Hongarije: 3.691.389 gelovigen behoren tot de Rooms-Katholieke Kerk en 179.176 gelovigen behoren tot de Hongaarse Grieks-Katholieke Kerk. Kort na de Tweede Wereldoorlog was meer dan 70% van de bevolking katholiek. Dit percentage is inmiddels bijna gehalveerd tot 39%.
|                      | volkstelling 1930 | volkstelling 1949 | volkstelling 2001 | volkstelling 2011 |
| Aantal               | Aantal            | Aantal            | Aantal            |                   |
| -------------------- | ----------------- | ----------------- | ----------------- | ----------------- |
| Katholieken (totaal) | 5.832.238         | 6.488.755         | 5.558.961         | 3.871.922         |
| Rooms-Katholieken    | 5.631.146         | 6.240.399         | 5.289.521         | 3.691.389         |
| Grieks-Katholieken   | 201.092           | 248.356           | 268.935           | 179.176           |
| Hongarije (totaal)   | 8.685.109         | 9.204.799         | 10.198.315        | 9.937.628         |

### Geografische verspreiding
| Boedapest              | 1.729.040 | 517.762   | 29,9% |
| Pest                   | 1.217.475 | 445.106   | 36,6% |
| Borsod-Abaúj-Zemplén   | 686.266   | 282.904   | 41,2% |
| Bács-Kiskun            | 520.331   | 259.822   | 49,9% |
| Győr-Moson-Sopron      | 447.985   | 244.355   | 54,5% |
| Szabolcs-Szatmár-Bereg | 559.272   | 182.097   | 32,6% |
| Baranya                | 386.441   | 181.933   | 47,1% |
| Zala                   | 282.179   | 177.072   | 62,8% |
| Somogy                 | 316.137   | 168.307   | 53,2% |
| Veszprém               | 353.068   | 167.372   | 47,4% |
| Csongrád               | 417.456   | 165.955   | 39,8% |
| Heves                  | 308.882   | 162.014   | 52,5% |
| Fejér                  | 425.847   | 152.234   | 35,7% |
| Vas                    | 256.629   | 150.953   | 58,8% |
| Jász-Nagykun-Szolnok   | 386.594   | 124.331   | 32,2% |
| Nógrád                 | 202.427   | 112.640   | 55,6% |
| Komárom-Esztergom      | 304.568   | 111.919   | 36,7% |
| Tolna                  | 230.361   | 108.755   | 47,2% |
| Hajdú-Bihar            | 546.721   | 86.084    | 15,7% |
| Békés                  | 359.948   | 70.306    | 19,5% |
| Hongarije              | 9.937.628 | 3.871.922 | 39,0% |